# التاريخ العسكري الهولندي خلال الحرب العالمية الثانية
دخلت هولندا الحرب العالمية الثانية في العاشر من مايو 1940، عندما اجتاحت القوات الألمانية الغازية البلاد. في السابع من ديسمبر عام 1941، بعد الهجوم على بيرل هاربور، أعلنت الحكومة الهولندية في المنفى الحرب على اليابان أيضًا. حررت عملية ماركت غاردن، التي بدأت عام 1944، الأجزاء الجنوبية والشرقية من البلاد، لكن التحرير الكامل لم يتم حتى الاستسلام الألماني في الخامس من مايو 1945.

## الغزو

### تمهيد
عندما اندلعت الحرب العالمية الثانية في سبمتمبر 1939، اعتقد أغلب من في هولندا أن البلاد قد تبقى على الحياد، كما فعلت في الحرب العالمية الأولى. بدت شهور الحرب الزائفة التي تبعت الغزو الألماني لبولندا مبررةً لهذا السلوك. انتشر الجيش الهولندي مباشرةً عام 1939، لكنه لم يصل لحالة الاستنفار القصوى حتى أبريل 1940.
لم يُدر بال لإشارات التحذير المخالفة للاعتقاد المنتشر في البلاد. كان هناك حوادث بين تلك الإشارات، لعل أبرزها حادث فينلو، وفيه خطف أعضاء من الأبفير الألماني (المخابرات العسكرية) العاملين في هولندا اثنان من أعضاء جهاز الاستخبارات البريطاني وقتلوا ضابط مخابرات هولندي. كان هناك إشارات تحذيرية مباشرة من برلين تلقتها الحكومة بدأت عام 1940. أرسى الملحق العسكري الهولندي في ألمانيا الرائد بيرت ساس علاقات جيدة مع العقيد هانز أوستر، الذي تبوأ منصبًا مرموقًا في الأبفير. حذر أوستر ساس من الخطط الألمانية لهجوم ضد هولندا وبلجيكا وفرنسا ومرر ساس بدوره هذه التحذيرات إلى حكومته. لم تأخذ الحكومة في هولندا هذه التحذيرات على محمل الجد، إذ تأجل الهجوم عدة مرات، رغم أن أوستر قدم التاريخ الصحيح للهجوم في العاشر من مايو 1940.

### وضع الدفاعات الهولندية
لم يُعتبر الجيش الهولندي جيشًا قويًا حتى عند نهاية الحرب العالمية الأولى، ولم يزدهر خلال سنوات مابين الحربين. عند الغزو الألماني عام 1940، كان هناك 20 كتيبة فقط عاملة للدفاع عن هولندا، وأغلبها كانت تفتقر للإعداد الجيد للقتال. امتلكت كتائب قليلة فقط أسلحةً حديثة، وأغلبية الجنود كانوا يحملون بنادق تعود للقرن التاسع عشر، ومعظم المدفعية كان عفى عليها الزمن. امتلك الجيش الهولندي أيضًا القليل من الذخيرة، وسلاحه الجوي، اللوشتفارتافدينغ، لم يملك إلا طائرات حديثة قليلة، لعل أبرزها فوكر جي1 وهي طائرة مقاتلة قاذفة بمحرك مزدوج وطائرة فوكر 22 المقاتلة ذات الهيكل السفلي المعدل وذات المقعد الواحد، والتي كان عليها مواجهة اللوفتفافيه (سلاح الجو الألماني).
من بين الأسباب المذكورة لضعف الجيش الهولندي، الانحلال خلال الفترة الزمنية الطويلة منذ اشتراكه في حرب حقيقية هي حرب آتشيه بين عامي 1873-1903؛ وآثارت حركة السلامية المنتشرة بقوة خلال عشرينيات وثلاثينيات القرن العشرين؛ والتقليل في الميزانية، لا سيما خلال الكساد الكبير، والاعتقاد غير المنطقي من قبل السياسيين الهولنديين أن عصبة الأمم ستقدم حماية مؤثرة ضد الاعتداء. حقيقيةً، واجه الجيش الهولندي مناخًا سياسيًا لا يحسد عليه في فترة ما بين الحربين. على سبيل المثال، في عام 1925، عندما تطلب إعادة بناء الجيش الهولندي إلى قوة قتالية حديثة زيادة في الإنفاق تبلغ 350 مليون عملة ذهبية، اقتطعت الحكومة من ميزانية الجيش لتصل إلى 100 مليون عملة ذهبية. خَلُصت اللجنة المؤلفة لزيادة الاقتطاع من ميزانية الجيش أن الجيش كان أساسًا ضعيفًا جدًا وأن أي اقتطاعات ستؤدي لتهديد استدامته، وعليه حلَّت الحكومة اللجنة وعيّنت لجنةً جديدة، أكثر حزمًا، والتي أوصت باقتطاع 160 مليون عملة ذهبية أخرى. في تلك الأثناء، سُمح بتبديد الأساس البشري، وخُفضت الخدمة الإلزامية من 24 شهر إلى ستة أشهر، ولم تكن تلك المدة كافيةً حتى للتدريب المبدئي.
لم تدرك الحكومة الهولندية حتى عام 1936 الخطر المتعاظم لألمانيا النازية، لكن الزيادات في الميزانية الناتجة عن ذلك لم تكن كافية ومتأخرة جدًا لتأسيس دفاع ناجع عند البلاد. هناك عامل كان عمليًا؛ بحلول ذلك الوقت، كانت العديد من الدول الأوروبية تعيد التسلح وكانت قد فرضت بالفعل أوامرًا ضريبية على القدرة المتاحة لمصانع الذخيرة، ما أعاق الجهود الهولندية في الشراء. العامل الثاني كان الضغط الاقتصادي المستمر، إذ رفض وزير الدفاع أدريان ديجشورن السماح بأموال لتحديث كل من خطوط الدفاع الهولندية الرئيسية ضد هجوم من الشرق ووترلاين وغريبلاين. أدى فشل الجنرال إيزاك راينديرز، قائد هيئة الأركان العامة الهولندية، في الحصول على مزيد من التمويل لهذه الخطوط، إلى استبداله في 6 فبراير 1940 بالجنرال هنري فينكيلمان، الذي اختار التركيز على تحديث غريبلاين، بمخابئه الخشبية الكبيرة، لأن المدفعية الألمانية كانت في في عمق البلاد إذ ستصبح أمستردام ضمن مدى ووترلاين. ومع ذلك، لم يكن تحديث غريبلاين كاملًا أو فعالًا بحلول وقت الغزو، ويرجع ذلك جزئيًا إلى أن الحكومة امتنعت عن حساب إزالة الغابات والمنازل التي حجبت خطوط الرؤية عن العديد من التحصينات.

### خطة الهجوم الألمانية
بالنسبة لألمانيا، كانت هولندا ذات أهمية ثانوية فقط من أجل الهجوم على فرنسا. كان القلق الرئيسي لألمانيا هو الطريق عبر ليمبورغ، للقضاء على التأخير الناجم عن ممر لييج، الذي أعاق القوات الألمانية خلال الحرب العالمية الأولى.
كان الهدف من خطة الهجوم الألمانية هو الإجهاز على البلاد في أسرع وقت ممكن. خُصص الجيش الثامن عشر وفرقة بانزر التاسعة لهذه المهمة.
كان من المقرر أن يهاجم الجيش الثامن عشر هولندا فوق نهر الراين، وأبرز هجوم كان اختراق الدفاعات الشرقية لحصن هولاند (التي شكلها غريبلاين) وعبور أفسلاوتدايك. كان من المقرر أن تتحرك فرقة بانزر التاسعة عبر الجزء الجنوبي من هولندا وتهاجم جسر مويرديك.
علاوةً على ذلك، كان من المقرر أن تهبط كتيبة الإنزال الجوي الثانية والعشرين وفرقة المظليين السابعة حول لاهاي، من أجل القبض على الملكة فيلهلمينا والحكومة الهولندية وهيئة الأركان العامة. كان عليهم أيضًا الاستيلاء على جسر مويرديك والجسور فوق نهر الميز في روتردام حتى تتمكن فرقة بانزر التاسعة من عبورها بسهولة.
استعدادًا للهجوم، أجرى الضباط الألمان أبحاث تجسس مكثفة. لم يعيقهم الهولنديون في ذلك - في الواقع، لم يُغلق برج مراقبة بالقرب من خط غريبب لأنه، كما قال رئيس الوزراء ديرك جان دي جير، سيضر بالاقتصاد الهولندي. على الرغم من أن إغلاق الخطوط أمام الجمهور بعد التعبئة، إلا أن الكثير من الضباط رفيعي المستوى من الجيش الألماني، بما في ذلك عدد قليل من العقداء، تمكنوا من رؤية الخطوط الهولندية وتدوين أماكن وجود المخابئ، حتى تتمكن المدفعية من تدميرها.
بناءً على هذه الملاحظات، اعتقد الألمان أن بإمكانهم الاستيلاء على هولندا في غضون يوم إلى يومين.